# Sulli
Sulli (설리?, Seol-riLR, Sŏl-riMR), pseudonimo di Choi Jin-ri (최진리?, Choe Jin-riLR, Ch'oe Chin-riMR; Pusan, 29 marzo 1994 – Seongnam, 14 ottobre 2019), è stata una cantante, cantautrice, attrice e modella sudcoreana.
Ha guadagnato notorietà come attrice bambina, interpretando la giovane principessa Seonhwa di Silla nel drama SBS Seodong-yo nel 2005. Nel 2009 Sulli ha esordito come membro del gruppo sudcoreano femminile f(x). Ha lasciato il gruppo nel 2015 per concentrarsi sulla sua carriera di attrice. Dopo una lunga pausa di tre anni Sulli ha ripreso la sua carriera musicale con un featuring sul singolo di Dean del 2018 Dayfly prima di esordire come solista nel giugno 2019 con il singolo Goblin.

## Biografia
Choi Jin-ri nasce il 29 marzo 1994 a Pusan, in Corea del Sud. Unica femmina tra quattro fratelli, da bambina si iscrive ad una scuola di recitazione su volere della madre. Si trasferisce a Seul nel 2004 durante la scuola elementare. Dopo il suo debutto come attrice l'anno seguente, viene selezionata dalla SM Entertainment al termine di un'audizione ed in seguito inizia il proprio periodo di formazione come apprendista idol. Nel corso dei due anni seguenti condivide la camera di un dormitorio con Taeyeon e Tiffany, prima del debutto di queste ultime nelle Girls' Generation nel 2007.

### Carriera

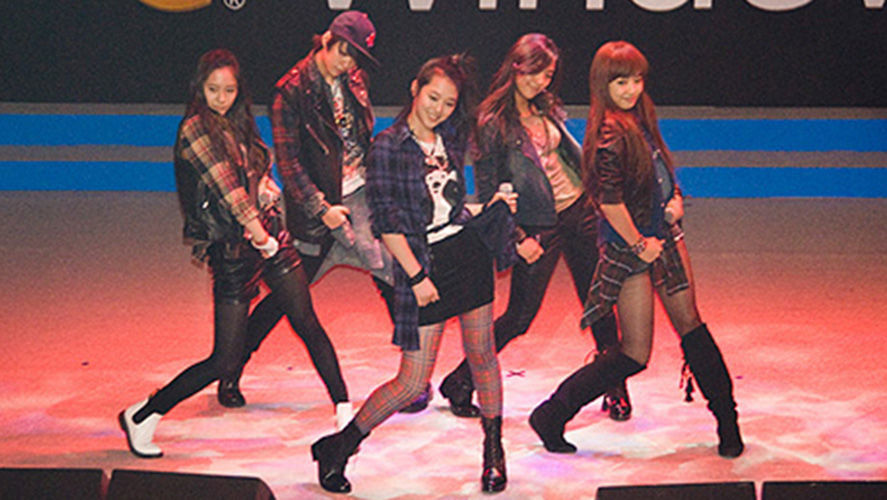
f(x) in una esibizione al party di Microsoft Windows 7 Blogger 777

Nel 2005, all'età di 11 anni, Sulli ha iniziato a recitare professionalmente quando è stata selezionata per interpretare la giovane principessa Seonhwa di Silla nel dramma storico di SBS Seodong-yo. Prima del suo debutto come attrice da bambina il suo nome d'arte è stato cambiato da Choi Jin-ri, che significa "la verità" in coreano, a Sulli su suggerimento di una giornalista che ha ritenuto che il suo nome di nascita fosse "troppo cristiano" e che non sarebbe piaciuto a persone di altre religioni. Ha continuato ad recitare in ruoli minori in fiction televisive e film come Vacation (2006), Punch Lady (2007), The Flower Girl is Here (2007) e BABO (2008).

Dopo alcuni anni di allenamento nel 2009 Sulli compie il proprio debutto come membro delle f(x), un gruppo musicale sotto contratto con la SM Entertainment. La band esordisce ufficialmente il 5 settembre 2009 con il singolo La Cha Ta. Nel 2012 è protagonista a fianco di Choi Min-ho nel drama di SBS Areumda-un geudae-ege, basato sul manga shojo giapponese Hana-Kimi. L'interpretazione di Jae-hee le vale il premio New Star agli SBS Drama Award. Nel 2013 Sulli e la compagna del gruppo Krystal Jung sono stati i nuovi volti del marchio di cosmetici Etude House. Il 2014 la vede dapprima impegnata nel film d'avventura Haejeok: Badaro ban sanjeok, con protagonisti Son Ye-jin e Kim Nam-gil, dove interpreta il ruolo di una giovane piratessa. Lo stesso anno ha interpretato, a fianco di Joo Won e Kim Sung-oh, la protagonista della commedia Fashion wang, adattamento cinematografico dell'omonimo manhwa. Il 24 luglio 2014, durante la promozione del terzo album delle f(x) Red Light, Sulli annuncia un periodo di pausa dall'industria dell'intrattenimento coreano citando come causa l'elevato stress fisico e mentale dovuto alle numerose speculazioni riguardo alla sua vita privata.

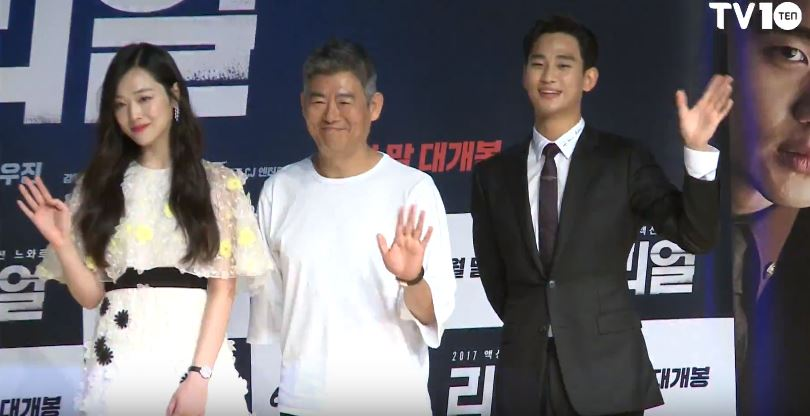
Sulli con il cast del film coreano del 2017 Real

Nell'agosto 2015 (un anno dopo la pausa) è stato comunicato che Sulli si è ufficialmente ritirata dal gruppo. Uno dei suoi disegni (intitolato Portrait) è stato di ispirazione per la canzone di IU Red Queen dal suo album del 2015 Chat-Shire. Lei stessa è stata l'ispirazione per la canzone di IU Peach. Dopo la sua morte la canzone è rientrata nelle classifiche musicali. Nel 2017 Sulli ha interpretato, a fianco di Kim Soo-hyun, la protagonista del film nel 2017 Real. È stata accusata di fare uso di droghe sui social media a causa delle sue pupille dilatate nel film. Sulli ha partecipato come cantante del singolo di Dean Dayfly, che è stato pubblicato il 9 novembre 2018 ed è stato il suo primo singolo da quando ha lasciato f(x) nel 2015. Il 29 giugno 2019 Sulli esordisce come artista solista con l'album singolo "Goblin" e lo stesso giorno al SM Town Theater, dove tiene uno special stage "Peaches Go!blin".
Nel 2019, Sulli ha partecipato al varietà di JTBC2 The Night of Hate Comments, che tratta delle reazioni delle celebrità ai commenti di odio, alle voci malevoli e al cyberbullismo che avevano incontrato online. Nel primo episodio Sulli ha risposto allegramente ai commenti spiritosi e meschini. Ha riconosciuto che il suo più grande successo è la sua presenza sui social network e che è una ricercatrice di attenzione. Tuttavia ha contestato i commenti secondo cui sembra una "drogata" a causa delle sue grandi pupille dilatate, dicendo che non ha fatto nulla di illegale, ma ha studiato il comportamento delle droghe nel corso del method acting. Inoltre ha negato di non indossare il reggiseno per cercare attenzione, affermando che per lei fosse più confortevole, oltre che "più naturale e più bello". Ha detto che vede i reggiseni come un accessorio che qualche volta indossa e che ha continuato non indossarlo dopo che è diventata una controversia, per contribuire a far scomparire il pregiudizio. Sulli è stata scelta come protagonista della seconda stagione della serie antologica di Netflix Persona. Il 23 ottobre 2019 Mystic Story ha annunciato di aver deciso di sospendere temporaneamente la produzione poiché Sulli era nel mezzo delle riprese del secondo dei cinque episodi previsti per la serie quando è morta.

### Morte

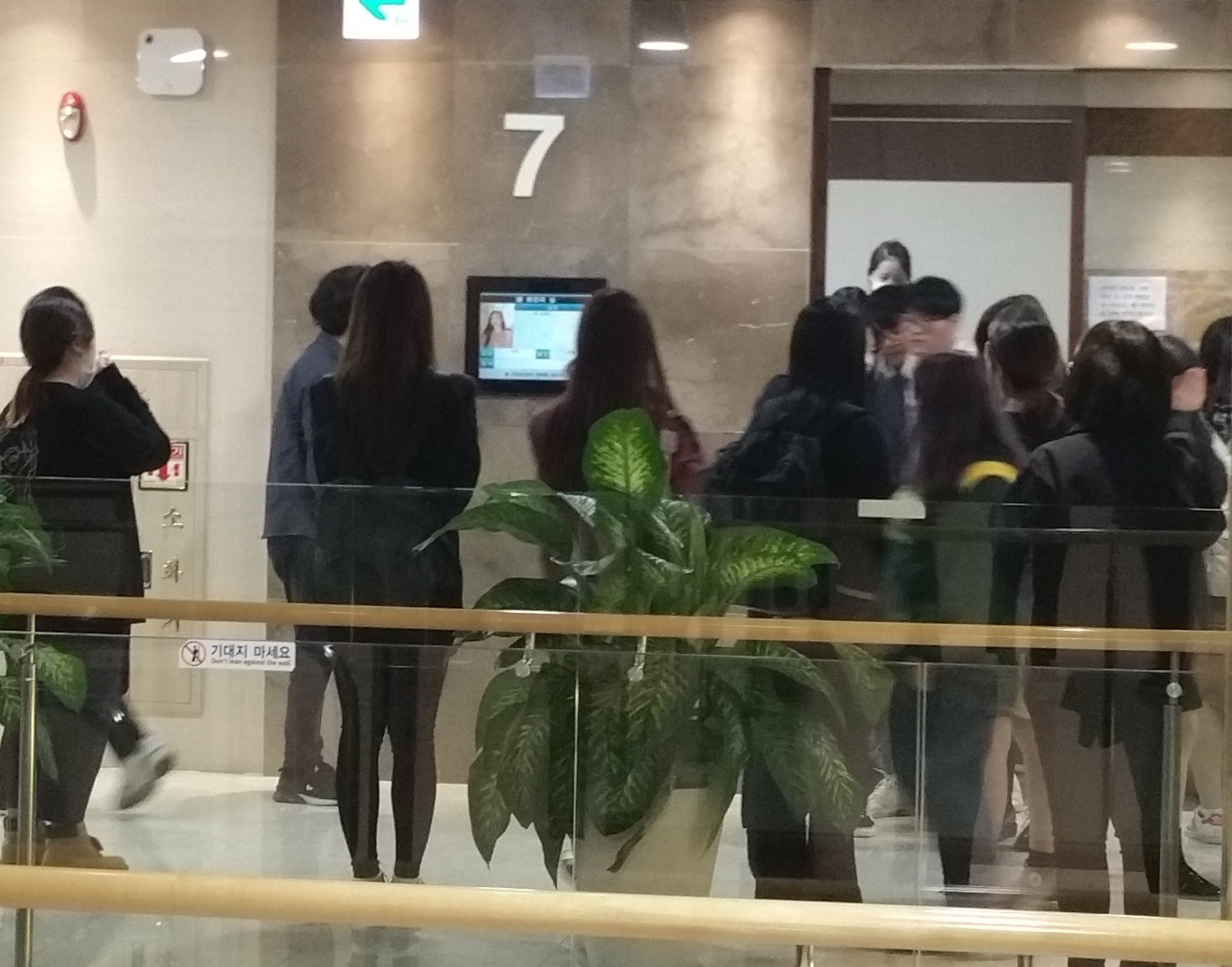
Fan all'ingresso della sala commemorativa all'Hospital Severance il 16 ottobre 2019

Il 14 ottobre 2019, verso le 15:20 Korea Standard Time (KST), è trapelata la notizia che Sulli è stata trovata morta dal suo manager al secondo piano della sua casa di Seongnam, a sud di Seoul. Il manager ha riferito di aver raggiunto la casa nel momento in cui non è riuscito a contattarla dopo aver parlato con Sulli per telefono il giorno precedente alle 6:30 KST. La polizia ha dichiarato che stava investigando come possibile suicidio in quanto non c'erano segni di violenza o di intrusione e che hanno trovato una lettera scritta a mano nel suo diario in cui descriveva i suoi sentimenti, ma hanno concluso che non si trattava di una lettera di suicidio. Il 15 ottobre la polizia ha richiesto un'autopsia per confermare la causa della morte, che è stato eseguita la mattina seguente, giungendo alla conclusione di un probabile suicidio avvenuto la notte del 13 ottobre o la mattina del 14 ottobre, poiché il suo corpo non mostrava alcun segno di morte per cause esterne.
Il funerale è stato inizialmente interdetto ai media e ai fan ed è stato celebrato privatamente da familiari e amici, tuttavia successivamente SM Entertainment ha allestito un locale separato nella sala funeraria del Severance Hospital a Sinchon-dong, Seoul il 15 e 16 ottobre per i fan che desiderano rendere omaggio. Diverse celebrità hanno cancellato le loro attività per compiangere Sulli, come le precedenti compagne di gruppo Victoria Song, Amber Liu e Luna, la collega cantante e amica IU, i Dynamic Duo. Il 17 ottobre, dopo un funerale privato di quattro giorni e una cerimonia di lutto in un ospedale di Seoul, Sulli è stata sepolta in un luogo segreto.
La morte di Sulli è stata collegata da vari media alla depressione causata dal cyberbullismo. Dopo la sua morte è emerso che Sulli aveva ripetutamente chiesto alla sua agenzia, SM Entertainment, di adottare misure forti contro i commenti dannosi e il cyberbullismo. Sono state pubblicate sette petizioni sul sito web dell'ufficio presidenziale sudcoreano per chiedere pene più severe per il cyberbullismo e il rafforzamento dell'uso di un sistema di nomi reali durante la pubblicazione di commenti e la creazione di account. Inoltre il mondo politico ha discusso vari modi per evitare che una tragedia di questo tipo si ripeta. Una legge con il titolo provvisorio "Sulli Act" è stata menzionata in un audit generale della Commissione per le comunicazioni della Corea il 21 ottobre, in cui il rappresentante Park Dae-chool del Liberty Korea Party ha dichiarato che sta scrivendo una proposta legislativa per aumentare la responsabilità dei commenti introducendo un sistema di nomi reali su Internet. Il 25 ottobre, inoltre, il rappresentante Park Sun-sook ha proposto una modifica parziale alla Legge sulla promozione dell'utilizzo delle reti di informazione e di comunicazione e sulla protezione delle informazioni che imporrebbe l'obbligo per i fornitori di servizi di informazione e comunicazione di cancellare i commenti di odio. Inoltre, l'emendamento comprende la segnalazione dei commenti dannosi come informazioni illegali e fornisce a chiunque abbia visto commenti dannosi, non solo a chi ne è stato vittima, la possibilità di richiederne la cancellazione. Il 25 ottobre 2018 Kakao ha annunciato che disabiliteranno progressivamente i commenti alle notizie di intrattenimento per evitare commenti di odio e la rimozione dei relativi termini di ricerca quando si cercano nomi di persone entro un anno.

## Vita privata
Il 24 giugno 2014 Sulli ha iniziato a ricevere commenti d'odio per via di una sua presunta relazione con il cantante Choiza, quando una foto del portafoglio di lui, che conteneva immagini di Sulli, è stata caricata online. Il 25 luglio 2014 SM Entertainment ha annunciato che Sulli ha deciso di prendersi una pausa dall'industria dello spettacolo sudcoreana a causa dell'esaurimento mentale e fisico per i continui commenti maliziosi e le false voci che erano state diffuse su di lei. Il loro rapporto è stato confermato il 19 agosto 2014, sia da Amoeba Culture che da SM Entertainment, e sono state pubblicate su internet altre foto di loro due durante un appuntamento. Entrambe le celebrità hanno sopportato commenti maliziosi e cyberbullismo durante tutto il loro intero rapporto pubblico. Il 6 marzo 2017 è stato riportato che Sulli e Choiza si sono separati dopo 2 anni e 7 mesi insieme.
Nell'ottobre 2018 Sulli ha rivelato di aver sofferto di attacchi di panico e fobia sociale fin da giovane. Prima della sua morte Sulli soffriva di un grave disturbo depressivo.

## Immagine pubblica
Nel luglio 2019 Sulli ha annunciato di essere una sostenitrice del movimento no bra. Le sue precedenti foto pubblicate sui social mentre non indossava il reggiseno e si notavano i capezzoli in diverse occasioni, a partire dal maggio 2016, sono state accolte con pesanti critiche. A settembre 2019 il seno di Sulli è stato accidentalmente mostrato durante una diretta streaming sui social, il che ha causato un attacco contro di lei in Corea del Sud.
Dopo la sua uscita da f(x) Sulli ha avuto una maggiore attenzione da parte della stampa per il suo personaggio non convenzionale che ha polarizzato la percezione pubblica. Alcuni media l'hanno bollata come "eccentrica" e "progressista", mentre i media conservatori la consideravano "inappropriata" e "assurda". Il personaggio di Sulli è stato parodiato al Saturday Night Live Korea.
Ha espresso la speranza che le persone possano accettare le reciproche differenze e ha affermato: "ci sono così tanti tipi unici di persone in questo paese con così tanto talento e mi sembra che lo stiano sprecando le loro energie nel criticare altri in rete". A seguito della sua apparizione sul varietà di JTBC2 The Night of Hate Comments Jeff Benjamin di Billboard K-Town ha affermato che l'apparizione di Sulli nello show è sembrata riflettere il suo controverso stile di vita. Ha commentato che lei, "come l'ospite più giovane e schietta", ha parlato di molti argomenti personali tra cui "le dicerie sulla gravidanza, i piani familiari, le preferenze agli appuntamenti e altro ancora".
Diversi media hanno attribuito la reazione contro Sulli al fatto che la sua immagine pubblica non è stata costruita con la stessa cura con cui sono stati costruiti molti dei suoi contemporanei nell'industria dell'idol, e ha sfidato direttamente le aspettative della società nei confronti delle donne nella cultura coreana. Associated Press ha descritto Sulli come una persona "conosciuta per la sua posizione femminista e la schiettezza, cose rare tra le intrattenitrici della Corea del Sud profondamente conservatrice".
Sulli si è espressa contro il cyberbullismo, che l'ha coinvolta personalmente essendo spesso bersaglio di abusi online per la sua immagine pubblica dicotomica. Il 14 agosto 2018 Sulli ha espresso il proprio sostegno al Comfort Women Day, giornata nazionale in memoria delle vittime della schiavitù sessuale durante la seconda guerra mondiale dell'esercito imperiale giapponese. È stata anche attaccata per via di un suo post a favore della libertà di scelta in tema d'aborto.

## Discografia

### Singoli
- 2018 – Dayfly (Dean feat. Sulli & Rad Museum)[118]
- 2019 – Goblin[118]

## Filmografia

### Cinema
- Punch Lady (펀치 레이디?), regia di Kang Hyo-jin (2006)
- Babo (바보?), regia di Kim Jung-kwon (2007)
- I Am, regia di Choi Jin-sung (2012)
- SM Town Live World Tour III (2012)
- Haejeok: Badaro gan sanjeok (해적: 바다로 간 산적?), regia di Lee Seok-hoon (2014)
- Fashion wang (패션왕?), regia di Oh Ki-hwan (2014)
- Real (리얼?, Ri-eolLR), regia di Lee Sa-rang (2017)

### Televisione
- Drama City – serial TV (2005)
- Seodong-yo (서동요?) – serial TV (2005)
- Sarang-eun gijeog-ui pir-yohae (사랑은 기적이 필요해?) – serial TV (2005)
- Kkotbun-iga wasseumnideo (꽃분이가 왔습니더?) – serial TV (2006)
- Oh! My Lady (오! 마이 레이디?) – serial TV, episodio 1 (2010)
- Areumda-un geudae-ege (아름다운 그대에게?) – serial TV (2012)
- Hotel del Luna (호텔 델루나?) – serial TV, episodio 10 (2019)

### Doppiatrice
- Le avventure di Sammy (Sammy's avonturen: De geheime doorgang), regia di Ben Stassen (2010) – doppiaggio coreano

## Programmi televisivi
- Welcome to the Show (SBS, 2011)
- Jin Ri's Market (Naver TV, 2018)
- The Night of Hate Comments (JTBC2, 2019)

## Riconoscimenti
- SBS Drama Award[18]
  - 2012 – Premio nuova stella per Areumda-un geudae-ege
  - 2012 – Premio miglior coppia con Choi Min-ho per Areumda-un geudae-ege